# Sovcolor
Sovcolor — название, использовавшееся в Западных странах для обозначения технологий цветных хромогенных негативных киноплёнок и фотоматериалов, выпускавшихся в странах СЭВ. Обозначение отражало одинаковые химико-фотографические принципы и общее происхождение от немецкого процесса Agfacolor Neu, разработанного в 1937 году киностудией Universum Film AG. В СССР и Восточной Европе общего бренда технологии не существовало, и разными производителями использовались разные названия, например ORWOcolor, Fomacolor и Fortecolor. Советские фотоматериалы этого типа выпускались объединениями «Свема» и «Тасма», и обозначались буквенными индексами: «ДС» (дневной свет), «ЛН» (лампы накаливания), «ЦНД» (цветной негатив дневной) и «ЦНЛ» (цветной негатив лампы). Технология была получена после окончания Второй мировой войны в счёт репараций, и продолжала использоваться с рядом усовершенствований вплоть до распада Советского Союза и Организации Варшавского договора. Выпуск первой негативной плёнки «ДС-1» процесса Sovcolor был начат в 1947 году на фабрике киноплёнки № 3 в Шостке.

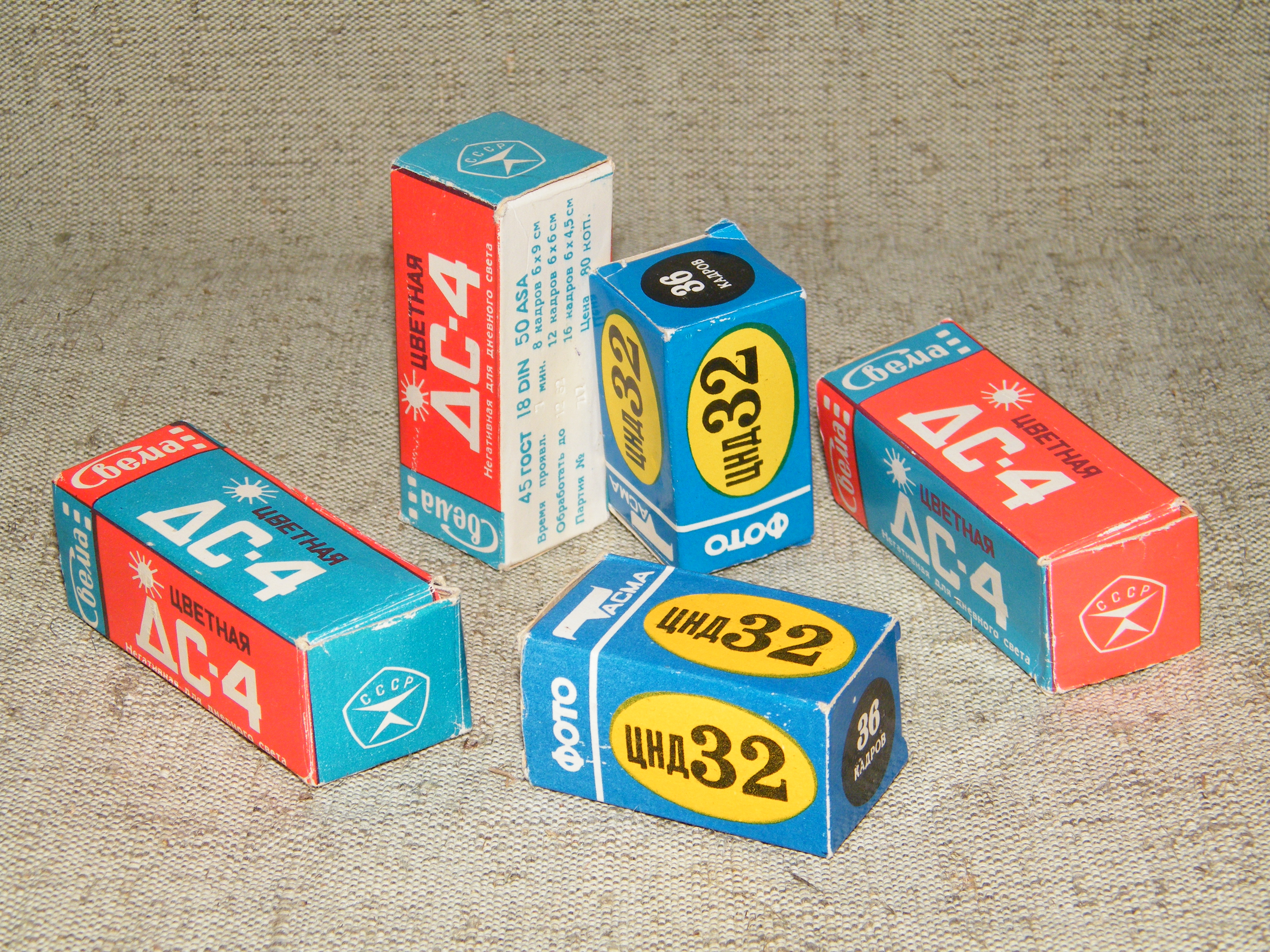
Фотоплёнки «ЦНД-32» и «ДС-4» типа Sovcolor

## Историческая справка
Перед Второй мировой войной существовали две технологии, пригодные для профессионального цветного кинематографа: американский «Техниколор» с одновременной съёмкой на три чёрно-белых киноплёнки и немецкий Agfacolor Neu с одной многослойной плёнкой. Трёхплёночная система, аналогичная «Техниколору», применялась и в СССР на базе кинокамер «ЦКС-1» собственной разработки. Однако, немецкая система, основанная на изобретениях Рудольфа Фишера, была наиболее прогрессивной, позволяя снимать обычной аппаратурой и тиражировать фильмы традиционным негативно-позитивным способом. Обращаемые плёнки типа Kodachrome из-за недостаточной фотографической широты использовались в кино только в исключительных случаях в расчёте на последующее цветоделение на три чёрно-белых негатива и гидротипную печать. В области фотографии негативно-позитивный «Агфаколор» был также наиболее перспективным, превосходя растровые и лентикулярные процессы с аддитивным синтезом цвета. 
В апреле 1945 года заводы в Вольфене, выпускавшие цветную киноплёнку, были захвачены войсками Союзников. В результате, часть документации оказалась в США, позволив наладить производство киноплёнки Anscocolor в 1949 году на заводах, принадлежавших до войны немецкой IG Farben. 1 июля 1945 года город перешёл в советскую зону оккупации, и оставшаяся документация и часть оборудования были вывезены в СССР, где два года спустя налажен выпуск аналогичной киноплёнки типа «ДС-1». Тогда же выпуск фотоматериалов Gevacolor стартовал на предприятиях Gevaert. Благодаря аннулированию по итогам войны патентов Германии, технология Agfacolor послужила основой для итальянской плёнки Ferrania-color (1952) и японской Fujicolor (1955). Акционерная компания Agfa-Wolfen, образованная на месте бывшего предприятия Agfa, возобновила выпуск фотокиноматериалов типа Agfacolor, используя этот бренд до 1964 года, когда патент на него перешёл к западногерманским правообладателям. Шосткинская киноплёночная фабрика №3 в 1948 году выполнила полив первой партии плёнки «ДС-2» с повышенной светочувствительностью 22 единицы ГОСТ, а в 1952 году вместе с казанским заводом №8 (позднее «Тасма») освоила выпуск киноплёнки «ЛН-2», предназначенной для съёмки при свете ламп накаливания.
В 1950 году компания Eastman Kodak разработала киноплёнку Eastmancolor с хромогенным синтезом красителей при помощи цветообразующих компонент собственной разработки. Годом ранее увидели свет аналогичные фотоплёнки Ektacolor. Новые фотоматериалы впервые поддерживали внутреннее маскирование, запатентованное в 1942 году химиком Уэсли Хэнсоном. Вместо бесцветных цветообразующих компонент в двух зонально-чувствительных слоях новой киноплёнки использованы окрашенные компоненты, после цветного проявления образующие так называемую маску, компенсирующую нежелательные оттенки синтезированных красителей. Обработка негативных плёнок с маскированием, которые принято относить ко второму поколению, велась по процессу ECN-1. Благодаря новым защищённым компонентам и маскированию западные киноплёнки давали более качественную цветопередачу, чем советские, позволив не только улучшить качество изображения, но и отказаться от некоторых сложных технологий комбинированных съёмок в пользу трюковой печати при контратипировании. Например, технологии блуждающей маски с инфракрасной или натриевой подсветками фона, дающие готовый комбинированный кадр уже на негативе, уступили место более гибкому аналогу с «синим экраном», поскольку снижение качества при контратипировании на плёнках Eastmancolor было менее значительным, чем на ранних аналогах Sovcolor. Этому способствовало также использование в западных плёнках более сложного строения каждого из зонально-чувствительных слоёв, состоящих из двух, а позднее — трёх полуслоёв различной светочувствительности. Такое устройство, не применявшееся в фотоматериалах Sovcolor, значительно увеличивало фотографическую широту при сохранении мелкого зерна.
Внутреннее маскирование было внедрено к концу 1960-х годов и на советских фотокиноплёнках, таких как ДС-5м и серий ЦНД и ЦНЛ. Однако, на тот момент процесс 1939 года уже устарел. Западногерманская компания Agfa в 1978 году наладила выпуск новых фотоматериалов Agfacolor, соответствующих американским, и пригодных для высокотемпературной ускоренной обработки. Аналогичная технология использована в новых сортах японских фотокиноматериалов Fujifilm. Появление в 1970-х годах третьего поколения цветных фотоматериалов с гидрофобными цветообразующими DIR-компонентами обозначило отчётливое отставание технологий соцблока. Новые фотокиноматериалы за счёт особенностей строения стали пригодны для скоростной высокотемпературной обработки по процессам C-41 и ECN-2. Результатом стали закупки через Госкино импортных фотоматериалов для кинематографа и издательских нужд. Киноплёнки типа Eastmancolor, закупленные в США за валюту, выделялись съёмочным группам приоритетных фильмов, в то время как остальные картины снимались по процессу Sovcolor на советскую или восточногерманскую плёнку. В издательском деле и фотожурналистике была та же ситуация: закупленная за валюту фотоплёнка распределялась между штатными фотографами центральных московских изданий.
В свободной продаже населению были доступны только фотоматериалы процесса Sovcolor серий «ЦНД», «ЦНЛ», «ДС», «ЛН». Их эмульсия была рассчитана на проявку при комнатной температуре, и при разогреве обрабатывающих растворов выше 30 °C разрушалась в связи со слабой задубленностью. Более качественной альтернативой были аналогичные фотоматериалы «ORWOcolor» (ГДР), «Fomacolor» (Чехословакия) и «Fortecolor» (Венгрия), а также наборы для их обработки. Однако, эти фотоматериалы также принадлежали к типу Sovcolor и по качеству цветопередачи и светочувствительности значительно уступали западным. Кроме того, они были непригодны для ускоренной обработки при повышенных температурах растворов. В 1980-х годах в США и Японии появились цветные плёнки четвёртого поколения с плоскими микрокристаллами галогенидов серебра, позволившими поднять светочувствительность выше 1000 единиц ISO. 
Последней попыткой достигнуть уровня качества западных аналогов по цветопередаче и зернистости была разработка киноплёнки «ЛН-9» с полуслойным поливом. Вместо трёх основных слоёв наносились  шесть полуслоёв, как во всех импортных фотоматериалах тех лет. «ЛН-9» так и не составила реальной конкуренции, используясь только в российском и украинском кинематографе. В конце 1980-х годов в московском институте «ГосНИИхимфотопроект» была разработана киноплёнка «ДС-100» с гидрофобными DIR-компонентами, которая могла обрабатываться по современному процессу ECN-2 при температуре растворов 41 °C. По типу цветообразующих компонент и строению эта киноплёнка больше соответствовала типу Eastmancolor.
После распада СССР выпуск фотокиноплёнок процесса Sovcolor постепенно был прекращён (отдельные партии выпускались до конца 90-х годов), их вытеснили более современные иностранные фотокиноматериалы типа Eastmancolor и Fujifilm.

## Ассортимент цветных негативных фотокиноплёнок

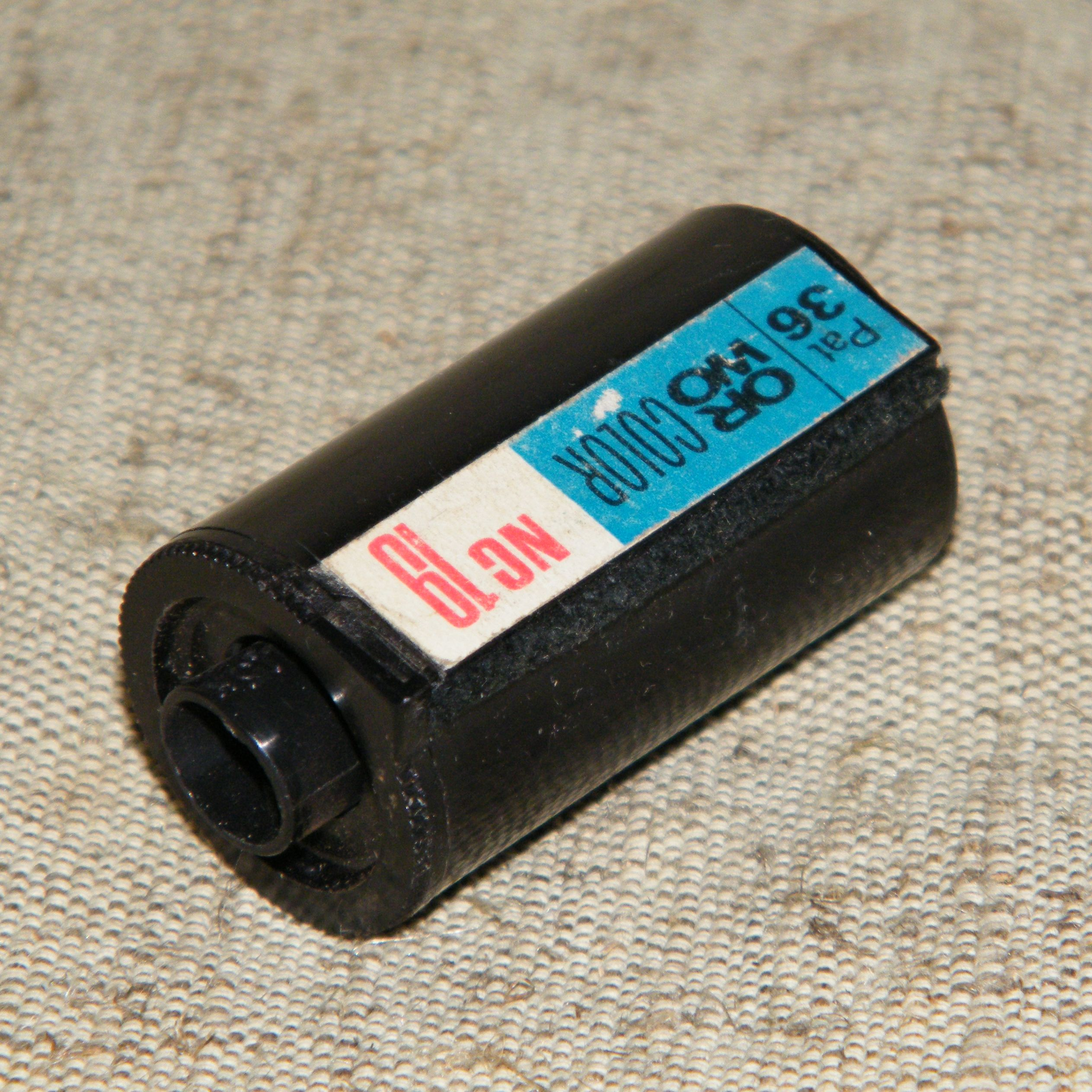
Кассета 135-36, фотоплёнка «ORWOCOLOR NC-19» (ГДР)

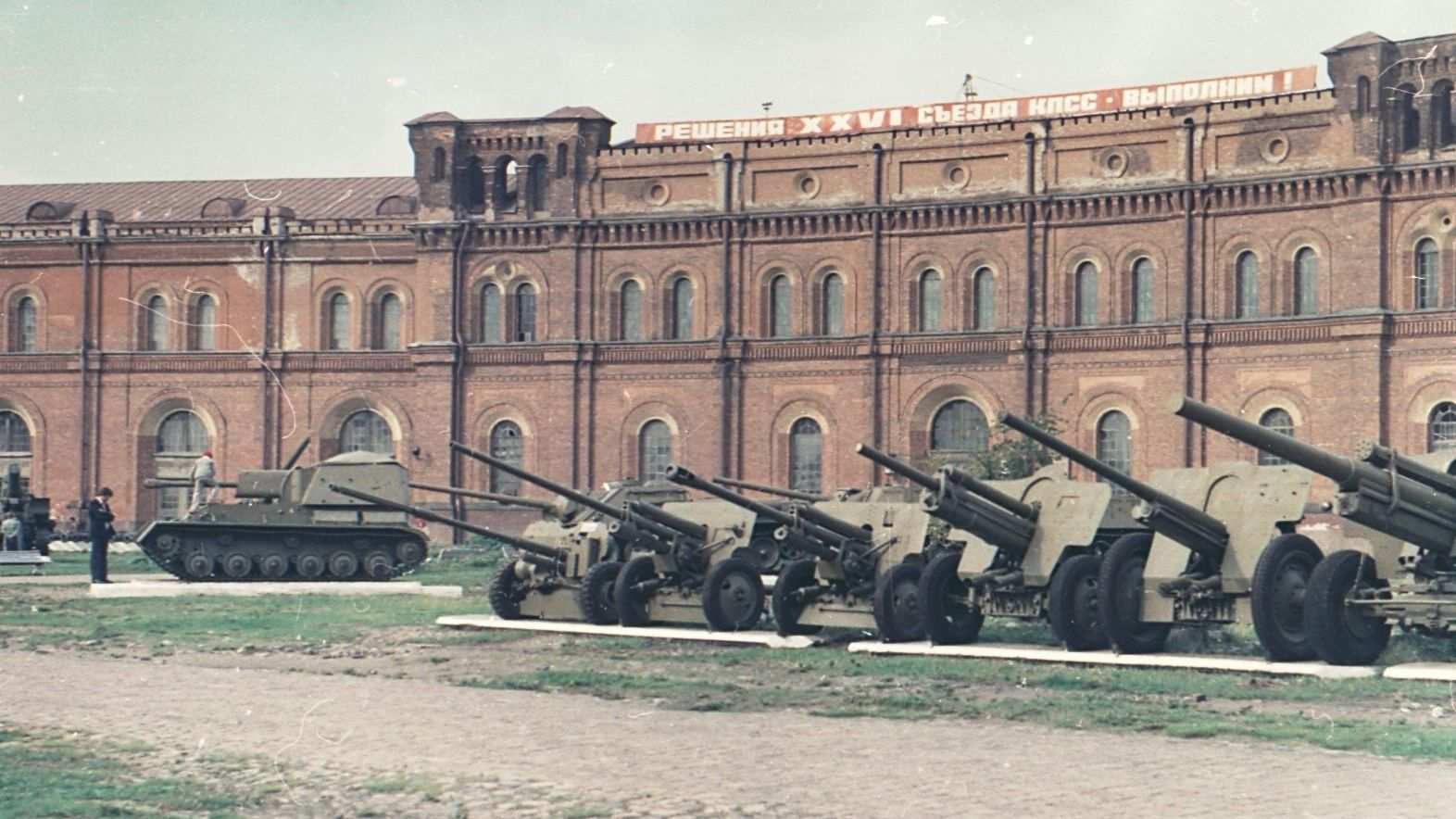
Кронверк, Ленинград, 1983 год (снято на фотоплёнку ORWOCOLOR NC-19, фотоплёнка обработана советским набором химикатов для плёнок «ЦНД»)

В СССР на предприятиях по выпуску фото- и киноматериалов «Свема» (Шостка) и «Тасма» (Казань) выпускались фотокиноплёнки следующих форматов:
- киноплёнка 16 мм;
- киноплёнка 35 мм;
- киноплёнка 70 мм;
- 35-мм перфорированная фотоплёнка на 36 кадров размером 24×36 мм;
- широкая (60-мм) фотоплёнка типа «рольфильм».
- листовая фотоплёнка для крупноформатных камер.

В СССР выпускалась цветная негативная фотокиноплёнка ДС-4 (немаскированная) светочувствительностью 45 ед. ГОСТ, ДС-5М 90 ед. ГОСТ, ЛН-7 65 ед. ГОСТ, ЛН-8 90 ед. ГОСТ, ЦНД-32 (маскированная) 32 ед. ГОСТ, ЦНЛ-65 65 ед. ГОСТ.
35-мм перфорированная фотоплёнка и фотоплёнка типа «рольфильм» поступала в розничную продажу только марок ДС-4 (немаскированная) и ЦНД-32 (маскированная).
В ГДР на фирме ORWO выпускалась цветная маскированная негативная фотокиноплёнка ORWOCOLOR NC-19 светочувствительностью 19 DIN (64 ед. ГОСТ), со второй половины 1980-х годов начат выпуск плёнки ORWOCOLOR NC-21 (21 DIN 100 ед. ГОСТ).
Советские цветные негативные фотокиноплёнки для «дневного» света (имели индекс Д) были рассчитаны на цветовую температуру 5600 K, для съёмок при лампах накаливания (имели индекс Л или ЛН) — на 3200 K. Восточногерманские цветные негативные фотокиноплёнки ORWOCOLOR NC-19—21 рассчитаны на цветовую температуру 4500 K.

## Процесс образования цветного негативного изображения

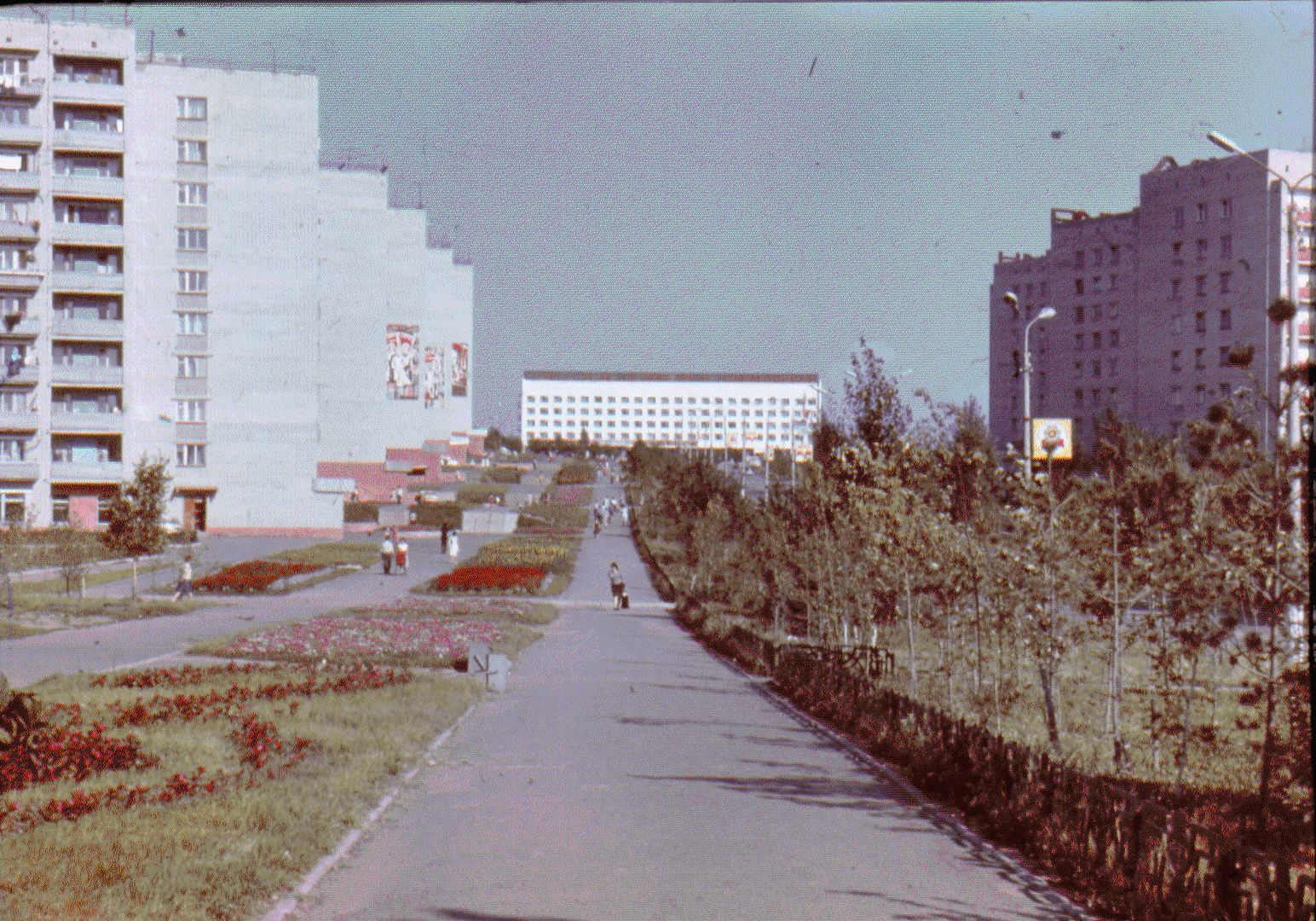
Снято на фотоплёнку ЦНД-32, Амурск, 1985

- В результате экспонирования в светочувстительном слое, содержащем галогениды серебра, создаётся скрытое изображение;
- При цветном проявлении галогениды серебра зонально-чувствительных слоёв восстанавливаются до металлической формы, образуя три чёрно-белых цветоделённых негативных изображения;
- Продукты окисления проявителя взаимодействуют с цветообразующими компонентами зонально-чувствительных слоёв, в результате чего в каждом из них синтезируются красители дополнительных к проэкспонировавшему их излучению цветов. При этом выход красителя прямо пропорционален оптической плотности серебряного изображения, образуя одновременно с ним три цветоделённых, состоящих из красителей;
- При допроявлении происходит нормализация завершающей стадии проявления (допроявление нижнего слоя, куда труднее всего поступает проявитель) и стабилизация качества изображения;
- При отбеливании металлическое серебро переводится в растворимые соли серебра. В зонально-чувствительных слоях остаются цветоделённые изображения, состоящие только из красителей;
- При фиксировании удаляются непроявленные остатки галогенида серебра и соли серебра, образовавшиеся при отбеливании;

## Стадии обработки

### Обработка фотоплёнок ЦНД-32 и ДС-4
| № | Стадии обработки       | Продолжительность, мин.   | Температура растворов, °C |
| - | ---------------------- | ------------------------- | ------------------------- |
| 1 | Проявление             | 5—8 (указано на упаковке) | 20±0,3                    |
| 2 | Допроявление           | 5                         | 20±0,3                    |
| 3 | Фиксирование           | 4—7                       | 18±2                      |
| 4 | Промывка               | 10—12                     | 15±5                      |
| 5 | Отбеливание            | 4                         | 20±1                      |
| 6 | Промывка               | 5                         | 15±5                      |
| 7 | Фиксирование           | 5                         | 18±2                      |
| 8 | Окончательная промывка | 15—20                     | 15±5                      |
| 9 | Сушка                  |                           |                           |

### Обработка фотоплёнок ORWOCOLOR NC-19
| № | Стадии обработки       | Продолжительность, мин. | Температура растворов, °C |
| - | ---------------------- | ----------------------- | ------------------------- |
| 1 | Проявление             | 7                       | 20±0,25                   |
| 2 | Промывка               | 15                      | 12—15                     |
| 3 | Отбеливание            | 5                       | 20±0,25                   |
| 4 | Промывка               | 5                       | 12—15                     |
| 5 | Фиксирование           | 5                       | 18—20                     |
| 6 | Окончательная промывка | 15                      | 12—15                     |
| 7 | Сушка                  |                         |                           |

## Рецептура растворов
Для обработки советских цветных негативных фотоплёнок в домашних условиях в розничную продажу поступали наборы химикатов «ЦНД» (расфасованные реактивы с инструкцией по растворению). Для обработки цветных негативных фотоплёнок фирмы ORWO (производства ГДР) в продажу иногда поступали «фирменные» наборы «Orwocolor», имеющие некоторые отличия в рецептуре. Тем не менее, восточногерманские фотоплёнки Orwocolor NC-19 и Orwocolor NC-21 допускалось обрабатывать в наборе «ЦНД», качество изображения не уступало полученному на советской продукции.
Проявляющий раствор
- Трилон Б 2,0 г
- Гидроксиламинсульфат 1,2 г
- Сульфит натрия безводный 2,0 г
- ЦПВ-1 2,3 г
- Углекислый калий (поташ) 60,0 г
- Бромистый калий 2,0 г
- Вода до 1 литра

Допроявляющий раствор
- Метабисульфит натрия 2,0 г
- Вода до 1 литра

Отбеливающий раствор
- Калий железосинеродистый 30,0 г
- Бромистый калий 15,0 г
- Калий фосфорнокислый однозамещённый 17,0 г
- Вода до 1 литра

Фиксирующий раствор
- Тиосульфат натрия кристаллический 200,0 г
- Сульфит натрия безводный 5,0 г
- Метабисульфит натрия 2,0 г
- Вода до 1 литра

Проявляющий раствор
- Трилон Б 3,0 г
- Гидроксиламинсульфат 1,2 г
- Сульфит натрия безводный 2,0 г
- ЦПВ-1 3,0 г
- Углекислый калий (поташ) 75,0 г
- Бромистый калий 2,5 г
- Вода до 1 литра

Отбеливающий раствор
- Калий железосинеродистый 40,0 г
- Бромистый калий 15,0 г
- Калий фосфорнокислый однозамещённый 25,0 г
- Вода до 1 литра

Фиксирующий раствор
- Тиосульфат натрия кристаллический 200,0 г
- Вода до 1 литра